# Фестивал ватромета у Сремској Митровици
Фестивал ватромета је међународни фестивал у Сремској Митровици, и једини фестивал тог типа на простору Србије. У току трајања фестивала такмичари изводе различите пиромузичке ватромете.Организатор је Удружење “Звезда репатица” из Сремске Митровице а фестивал је под покровитељством је града.С а Манифестација се одвија на Митровачком хиподрому.
Поред гланог програма, посетиоцима је приређен и културно уметнички програм, као и забавни парк за децу.